# 尤寧森特鎮區 (堪薩斯州艾克縣)
尤寧森特鎮區（英語：Union Center Township）為美國堪薩斯州艾克縣轄下的鎮區。2010年美国人口普查中此鎮區人口有103人。

## 地理
尤寧森特鎮區涵蓋總面積為373.0平方（144.01平方英里），其中陸地面積為369.9平方（142.81平方英里），水域面積為3.1平方（1.20平方英里）或0.83%。海拔高度431（1,414英尺）。

## 人口統計
根據2010年美國人口普查，尤寧森特鎮區人口有103人，其中男性有52人，女性有51人，人口密度為每平方公里0.28人，住房計95戶。鎮區內的白人有103人，非裔美國人有0人，美洲原住民有0人，亞裔美國人有0人，太平洋島裔美國人有0人，其他種族有0人，混血種族則有0人。此外鎮區內有0人為西班牙裔或拉丁裔美國人。此鎮區之年齡中位數為54.8歲，而男性年齡中位數為54.3歲，女性年齡中位數為56.5歲。